# Sharon Turner
Sharon Turner (født 24. september 1768, død 13. februar 1847) var en engelsk historiker.
Turner var af profession advokat i London og viet al sin fritid til studiet af angelsaksiske manuskripter på British Museum, en af hans forgængere blandt de engelske historikere havde næsten helt oversete kildemateriale. Hans værker History of the Anglo-Saxons (4 bands, 1799-1805).